# William Edward Sanders
Vous lisez un « bon article » labellisé en 2025.
William Edward Sanders, né le 7 février 1883 à Auckland et mort le 14 août 1917, est un militaire néo-zélandais, décoré de la croix de Victoria pour ses faits d'armes durant la Première Guerre mondiale.
William Edward Sanders s'engage dans la marine marchande en 1899, d'abord sur des navires à vapeur, puis sur des voiliers pour élargir ses compétences professionnelles. À la fin de l'année 1914, il obtient son brevet de capitaine et sert sur des navires de transport de troupes jusqu'en avril 1916, lorsqu'il rejoint la Royal Naval Reserve. Après une formation militaire au Royaume-Uni, il est affecté au HMS Helgoland, un navire-leurre anti-sous-marin. Ses succès lors de ses deux premières missions lui valent la promotion au commandement du HMS Prize en février 1917.
Après avoir repoussé une attaque d'un sous-marin allemand, il est tué lors de la quatrième patrouille de son navire, qui est coulé par un autre sous-marin allemand. En reconnaissance de ses états de service durant la guerre, de nombreux hommages lui sont rendus.

## Jeunesse et études
William Edward Sanders naît à Auckland, en Nouvelle-Zélande, en 1883, dans une famille de la classe ouvrière urbaine de la fin du XIXe siècle. Fils d'Edward Helman Cook Sanders, artisan cordonnier, et d'Emma Jane Sanders (née Wilson), il est l'un des quatre enfants du couple. D'après sa généalogie familiale, son grand-père a également été capitaine de navire au sein d'une entreprise de navigation.
William Edward Sanders entame sa scolarité primaire à l'école Nelson Street jusqu'en 1894, date du déménagement familial à Takapuna. Il intègre alors l'école locale, établissement situé près du lac Pupuke, où il développe un intérêt pour la navigation. Durant cette période scolaire, il est surnommé « Gunner Billy » car il jouait toujours avec un petit canon qu'un camarade de classe apportait à l'école. À l'âge de 15 ans, conformément aux attentes de ses parents, il devient apprenti chez un mercier de Queen Street à Auckland. Peu enthousiaste à l'idée de pratiquer ce métier commercial, William Edward Sanders manifeste un attrait marqué pour le monde maritime. Il consacre une partie de son temps libre à observer les navires amarrés dans le port et engage des conversations avec les capitaines et les membres d'équipage,.

## Début de carrière

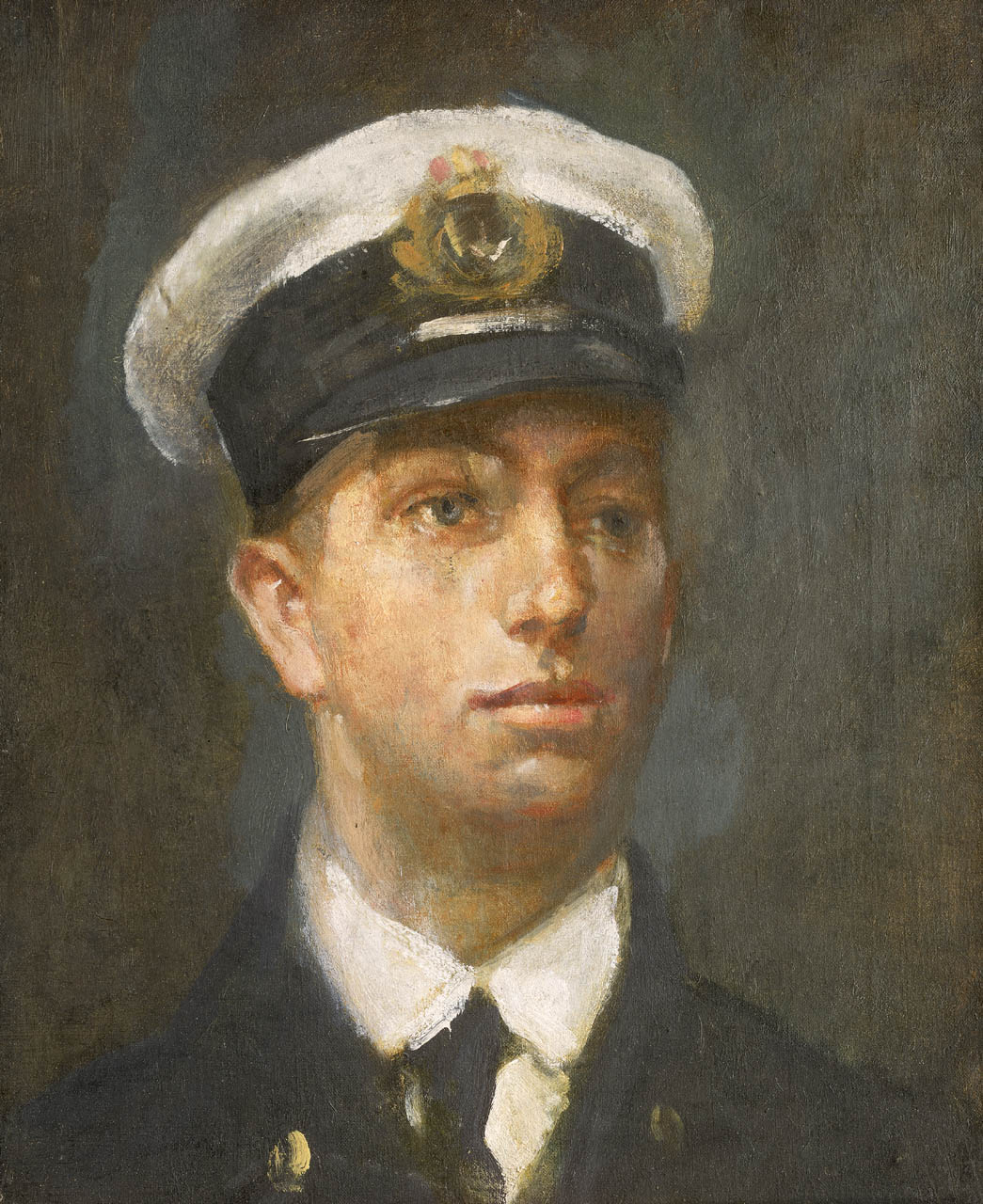
Portrait de William Edward Sanders par l'artiste Ambrose McEvoy, c. 1918.

En 1899, William Edward Sanders obtient un poste de mousse à bord du Kapanui, un bateau à vapeur qui opère sur la côte nord d'Auckland. Informé par un officier du navire d'une place vacante, il postule avec succès et demeure trois années au service de la compagnie maritime qui exploite ce navire. En 1902, il rejoint l'Aparima de l'Union Steam Ship Company, qui effectue des liaisons commerciales entre la Nouvelle-Zélande et l'Inde. En 1906, en tant que matelot, il est muté sur le vapeur NZGSS Hinemoa, navire chargé de la desserte des phares côtiers néo-zélandais et de l'approvisionnement des îles périphériques.
Après un début de carrière marqué par les navires à vapeur, William Edward Sanders choisit d'élargir son expertise maritime en embarquant sur des voiliers de la Craig Line, période durant laquelle les marins des voiliers jouissent d'un prestige professionnel prééminent par rapport à ceux navigant sur les bateaux à vapeur. Entre 1910 et 1914, il accumule les navigations et obtient son brevet de second. Il porte ce grade sur le trois-mâts barque Joseph Craig lors d'un événement maritime critique : son naufrage sur la barre de Hokianga, zone nautique réputée dangereuse,. William Edward Sanders est auditionné lors de l'enquête maritime officielle conduite à Auckland concernant ce naufrage. À l'issue des investigations, la responsabilité principale de l'incident est attribuée au capitaine du navire.

## Première Guerre mondiale

### Entrée au Royal Naval Reserve
Au déclenchement de la Première Guerre mondiale, William Edward Sanders est second lieutenant à bord du Moeraki, tout en préparant son brevet de capitaine, qu'il obtient avec mention le 7 novembre 1914. Libéré de son service sur le Moeraki en décembre, il entreprend des démarches pour intégrer la Royal Naval Reserve. Dans l'intervalle de sa candidature, il exerce en qualité d'officier au sein de la marine marchande et embarque successivement sur les navires de transport de troupes Willochra et Tofua,. William Edward Sanders multiplie les requêtes administratives, lesquelles incitent finalement le haut-commissaire néo-zélandais à plaider sa cause auprès de l'Amirauté britannique en juin 1915. Cette intervention diplomatique s'avère décisive car, en décembre 1915, William Edward Sanders embarque sur un vapeur transatlantique en partance pour Glasgow. Il atteint les îles britanniques le 17 avril 1916 et rallie Londres où, quarante-huit heures après son arrivée, il est promu sous-lieutenant par intérim au sein de la Royal Naval Reserve.

### Helgoland
Consécutivement à une formation de trois mois prodiguée au centre de formation HMS Excellent, sis sur Whale Island, William Edward Sanders est affecté sur le navire-leurre britannique Helgoland,. Les navires-leurres, véritables artifices guerriers, incarnent une conception subversive de l'engagement naval. Déguisés en navires marchands inoffensifs, ils dissimulent en réalité une puissance de feu conséquente et un équipage militaire. Leur manœuvre relève d'une dramaturgie militaire bien établie : lors de l'approche d'un sous-marin ennemi, un « groupe de panique » orchestre une évacuation simulée, parfois accompagnée de fumigènes, pour accréditer une apparence de vulnérabilité. L'objectif stratégique réside dans la manipulation psychologique de l'adversaire, afin de l'attirer dans un piège mortel. Une fois le sous-marin suffisamment proche, les canons jusque-là occultés surgissent et déversent une salve sur la cible piégée.
Le Helgoland, brigantin néerlandais métamorphosé en instrument de guerre, incarne une certaine sophistication tactique. Armé de canons de 12 livres et d'une mitrailleuse, ce navire dissimule une puissance offensive importante. William Edward Sanders, second du lieutenant A. D. Blair, est l'architecte de sa transformation stratégique. Ses patrouilles de septembre et octobre 1916 constituent un ballet périlleux entre prédation et survie, où chaque engagement relève d'un art consommé de la dissimulation et de la ruse. Lors du premier affrontement, le navire, prisonnier d'un calme plat, semble délibérément vulnérable. Immobile et exposé, il attend que le sous-marin ennemi se rapproche. Soudainement contraint de révéler sa véritable nature lorsque l'ennemi fait feu, il déjoue la menace car les torpilles ennemies ne font que le frôler. Durant le second engagement, William Edward Sanders doit porter secours à un bateau à vapeur qui a été attaqué, action durant laquelle il enlève personnellement un objet obstruant un canon de son navire et s'expose un instant aux tirs ennemis.

### HMSPrize
William Edward Sanders gravit peu à peu les échelons et ses contributions sur l'Helgoland lui ouvrent les portes d'une promotion au grade de lieutenant et d'une recommandation prometteuse. En 1917, il est chargé du commandement du HMS Prize, ancienne goélette à trois-mâts prise aux Allemands. Arraché aux circuits commerciaux, ce navire devient un instrument stratégique, métamorphosé par la volonté de l'Amirauté. Sa transformation en navire-leurre se base sur l'ajout d'un moteur Diesel silencieux, d’équipements radio neufs et surtout d’un arsenal militaire bien dissimulé. Deux canons de 12 livres sont intégrés, l'un placé dans un rouf escamotable, l'autre dominant la cale. Des mitrailleuses Lewis et Maxim complètent ce dispositif offensif.

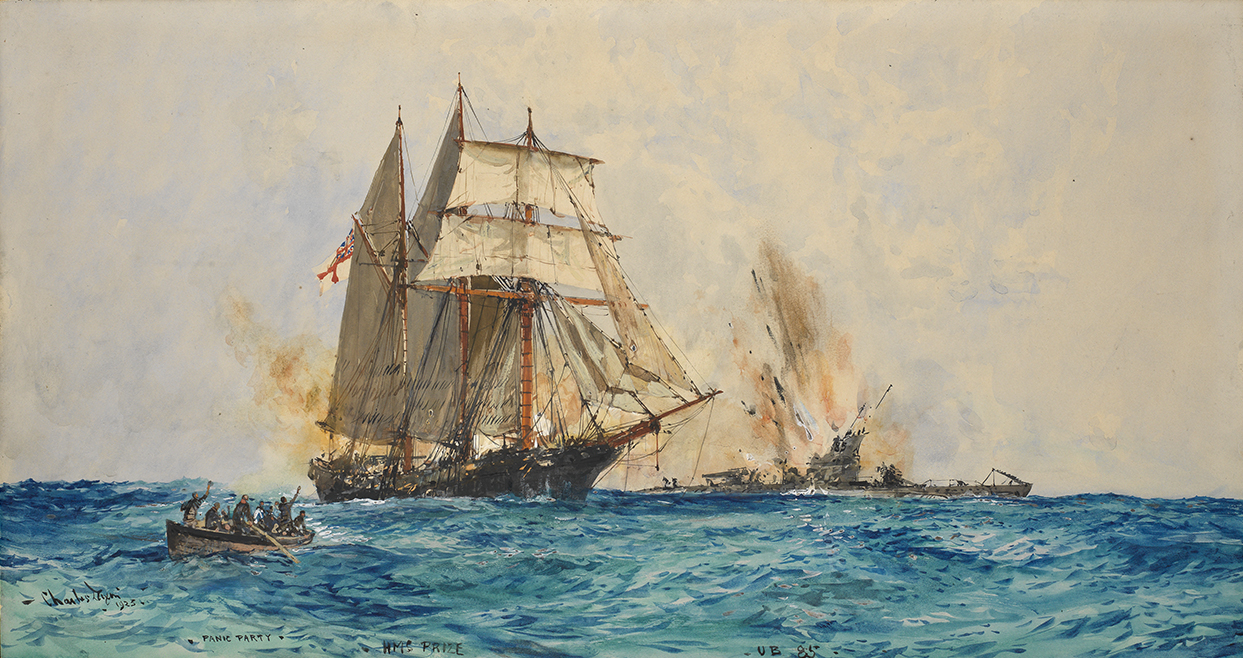
Le HMS Prize engageant l'U-93, par Charles Edward Dixon.

Les travaux de conversion du HMS Prize s'achèvent près de Falmouth, où William Edward Sanders arrive à la mi-avril 1917 pour superviser les dernières étapes de l'armement du navire. Le 25 avril, le HMS Prize est officiellement intégré à la Royal Navy, avec un équipage de 27 hommes, sous le commandement de William Edward Sanders. Le lendemain, il prend la mer pour sa première patrouille. Dans la soirée du 30 avril, alors qu'il navigue près des îles Scilly, le HMS Prize est attaqué par l'U-93, sous-marin allemand commandé par le Kapitänleutnant Edgar von Spiegel von und zu Peckelsheim. Les obus tirés par le canon de pont du sous-marin infligent de graves dommages au HMS Prize. Face à cette situation critique, William Edward Sanders ordonne à l'« équipe de secours » d'évacuer le navire à bord d'un petit canot, tandis qu'il demeure à couvert avec le reste de ses hommes. Malgré les blessures subies par plusieurs membres de l'équipage, ils restent imperturbables, déterminés à maintenir l'illusion d'un navire abandonné.
Après vingt minutes de bombardement intense, le HMS Prize donne l'illusion de sombrer aux yeux des Allemands. Le sous-marin s'approche, et c'est à ce moment que Sanders ordonne de hisser le White Ensign et d'ouvrir le feu, avec toute la puissance de feu du navire-leurre, infligeant au sous-marin de lourds dommages. Ce dernier réussit néanmoins à se retirer et disparaît dans la brume, en laissant l'équipage du HMS Prize convaincu que le bâtiment ennemi a été coulé. L'équipe qui a « évacué », toujours à bord du petit canot, réussit à récupérer trois survivants allemands, dont le capitaine du sous-marin, qu'elle ramène à bord du HMS Prize. Les dégâts infligés au navire sont considérables, et les prisonniers allemands sont mis à contribution pour aider aux réparations alors que le navire se dirige vers la côte irlandaise, remorqué à l'approche de Kinsale. L'U-93 parvient à regagner l'île de Sylt, près de la côte allemande, neuf jours plus tard,.

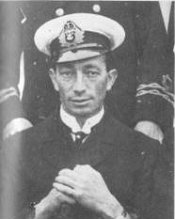
William Edward Sanders, c. 1915-1917.

Alors que le HMS Prize est en réparation, le First Sea Lord, l'amiral John Jellicoe, propose à William Edward Sanders de prendre le commandement d'un destroyer de son choix. Sanders décline cette proposition et préfère demeurer à son poste de capitaine du HMS Prize. À la fin du mois de mai, il reprend la mer pour une deuxième patrouille qui s'étend sur trois semaines. Le 12 juin, lors d'un accrochage en surface avec l'UC-35, un autre sous-marin allemand, William Edward Sanders est légèrement blessé au bras. Le HMS Prize était la cible de trente tirs ennemis ce jour-là. Lorsque Sanders ordonne de riposter, le sous-marin fait rapidement demi-tour. Le HMS Prize tire quelques coups de feu mais l'UC-35 s'immerge rapidement et réussit à s'échapper.
Après sa réparation, le HMS Prize reprend la mer pour une nouvelle patrouille à la fin du mois de juin et au début juillet. Le 22 juin, alors qu'il est en mission, William Edward Sanders reçoit la croix de Victoria en reconnaissance de ses « actes de bravoure » du 30 avril,. Instituée en 1856, la croix de Victoria est la plus haute distinction pour courage, décernée aux membres des forces armées de l'Empire britannique. Tous les membres de l'équipage présents lors de l'engagement du 30 avril sont également honorés : le second de Sanders obtient l'ordre du Service distingué, deux autres officiers sont décorés de la Distinguished Service Cross, et le reste de l'équipage reçoit la Distinguished Service Medal,. De plus, William Edward Sanders est promu au grade de lieutenant commander. Cependant, en raison du caractère secret entourant l'utilisation des navires-leurres, les détails de l'action ayant conduit à ces distinctions ne sont pas divulgués au public.

### Dernière patrouille et disparition
Bien qu'épuisé par les tensions incessantes de ses missions, William Edward Sanders embarque sur le HMS Prize pour une nouvelle patrouille au début du mois d'août 1917. Conscient de son état de fatigue, il sollicite auprès de l'Amirauté d'être relevé de son commandement en invoquant un « surmenage » manifeste. Toutefois, alors que sa demande est approuvée, William Edward Sanders est déjà en mer pour poursuivre sa mission. Son navire navigue dans l'Atlantique, dissimulé sous un pavillon suédois et escorté par le sous-marin britannique HMS D6. Cette collaboration repose sur une stratégie de surveillance précise : le HMS D6 doit plonger et observer le HMS Prize continuellement. À la moindre apparition d'un navire ennemi, l'équipage du HMS Prize transmet des signaux cryptés pour indiquer discrètement sa position au sous-marin en embuscade. Le 13 août 1917, un guetteur repère l'UB-48. William Edward Sanders ordonne immédiatement d'ouvrir le feu sur le sous-marin allemand, mais, malgré la salve de canons, le bâtiment demeure intact et plonge rapidement en esquivant habilement l'attaque. Le HMS Prize et le HMS D6 restent en alerte et poursuivent leur mission de surveillance dans les eaux hostiles,.
L'Oberleutnant Wolfgang Steinbauer, commandant de l'UB-48, est déterminé à couler le HMS Prize. Il le traque avec une certaine ténacité. Alors que la nuit s'installe et que l'obscurité enveloppe la mer, Steinbauer fait surface avec son sous-marin et aperçoit une lueur à l'horizon. Il suppose qu'un membre imprudent de l'équipage du HMS Prize est en train d'ouvrir un hublot ou allume une cigarette. Il ordonne de tirer deux torpilles, dont l'une atteint sa cible, ce qui provoque une explosion retentissante. En scrutant les débris qui flottent à la surface, il ne découvre que des fragments épars et le corps sans vie d'un marin britannique. À proximité, l'équipage du D6, qui a également entendu l'explosion, se tient en alerte. À l'aube du 14 août, le D6 fait surface, mais aucune trace du HMS Prize ni de son équipage n'est retrouvée. Les Britanniques en concluent alors que le navire a été coulé par l'ennemi,.

## Distinctions

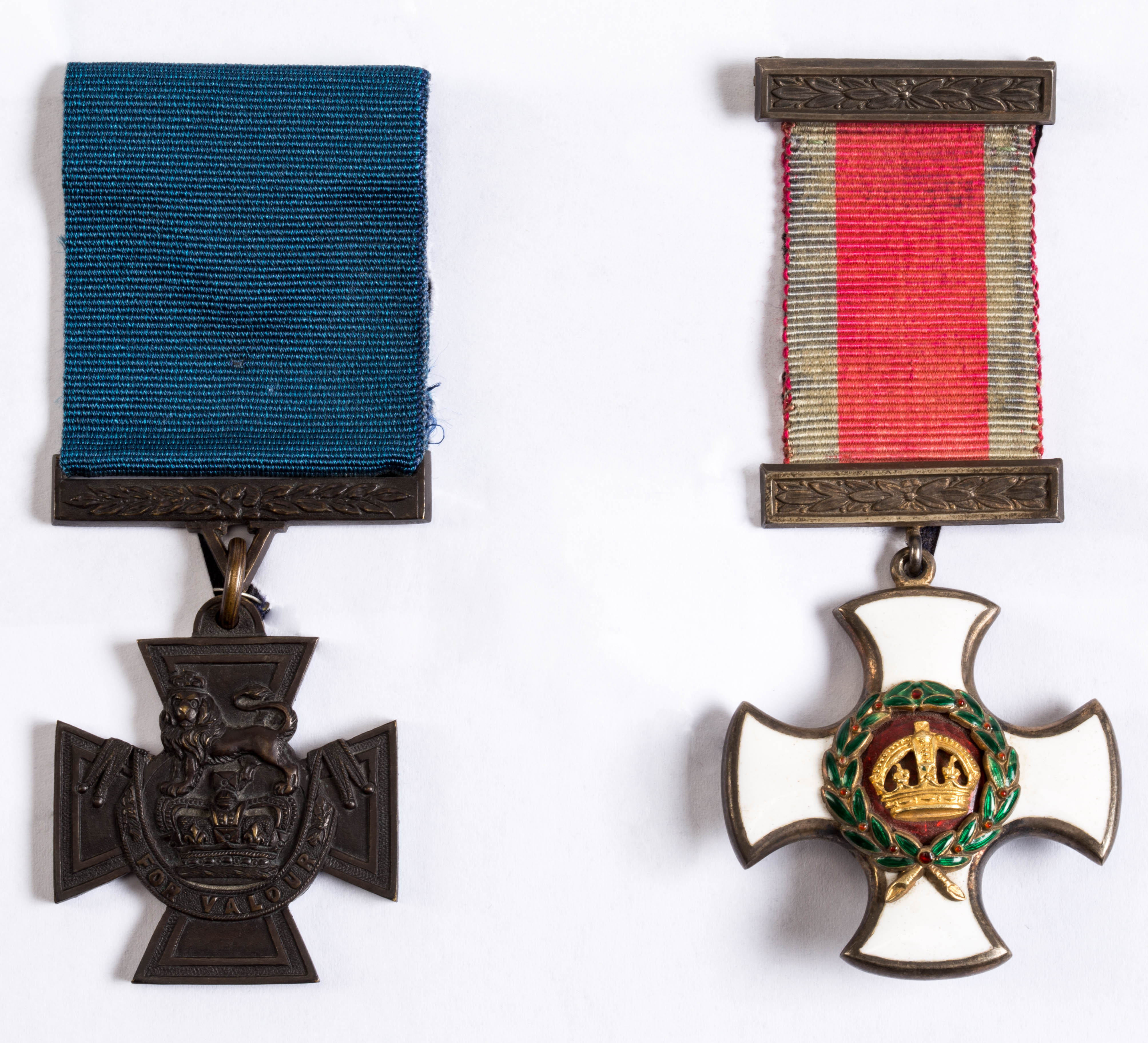
La croix de Victoria et l'ordre du Service distingué décernés à William Edward Sanders.

William Edward Sanders, célibataire, meurt sans avoir eu connaissance de l'attribution d'une distinction honorifique pour ses contributions lors de l'engagement avec l'UC-35 le 12 juin 1917. Il est également décoré de la British War Medal, de la Mercantile Marine War Medal et de la Victory Medal. En juin 1918, son père reçoit sa croix de Victoria et son ordre du Service distingué, remises par Arthur Foljambe, gouverneur général de Nouvelle-Zélande, lors d'une cérémonie à l'hôtel de ville d'Auckland. La croix de Victoria de Sanders, la première et unique décernée à un Néo-Zélandais ayant servi dans une force navale, ainsi que la Distinguished Service Order, sont exposées au musée du mémorial de guerre d'Auckland,,. Ce musée abrite également une exposition de photographies de William Edward Sanders et de ses citations, initialement mise en place à l'école primaire de Takapuna, son ancienne école, par l'amiral Jellicoe en septembre 1919.

## Hommages
Outre ses décorations militaires, William Edward Sanders est honoré par deux plaques commémoratives, l’une en bronze installée dans l'église de Milford Haven, le port d'attache du HMS Prize, l’autre située à l'hôtel de ville d'Auckland. L'université d'Auckland crée également la bourse Sanders Memorial Scholarship, destinée aux enfants des membres de la Royal Navy ou de la marine marchande. Son nom est gravé sur l'une des pierres tombales de la parcelle familiale au cimetière de Purewa, à Meadowbank. En 1921, la Sanders Memorial Cup est instituée en son honneur pour des compétitions entre yachts de 14 pieds (4,3 mètres),. L'avenue Sanders à Takapuna est également nommée en son honneur. Chaque année, les cadets du navire-école Leander organisent un défilé pour honorer sa mémoire. Enfin, la résidence séniors William Sanders à Devonport en Nouvelle-Zélande porte son nom.